# Tatsuya Yoshida

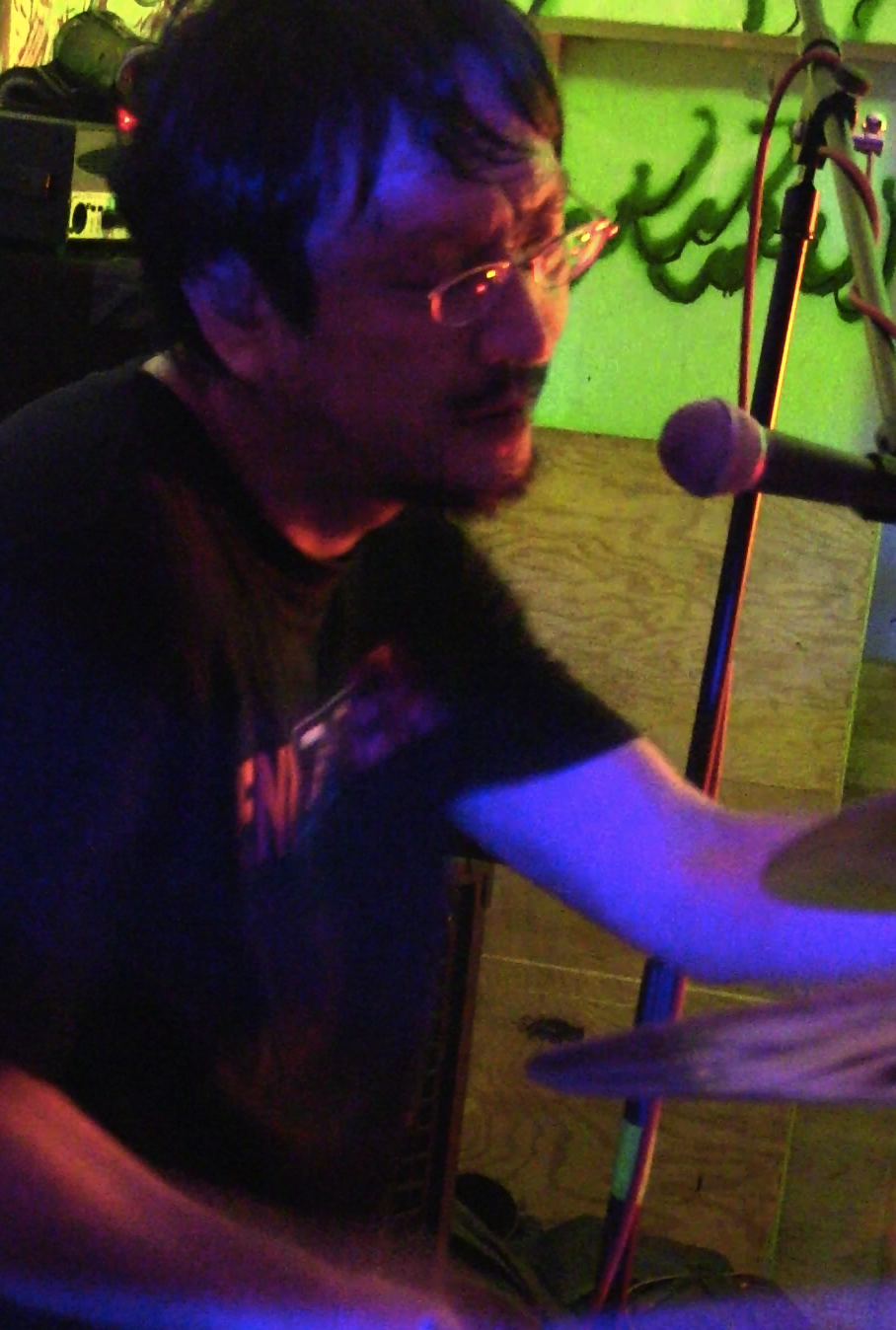
Yoshida op Death by Audio

Tatsuya Yoshida (Japans: 吉田達也, Yoshida Tatsuya) (Kitakami, Iwate, 9 januari 1961) is een Japanse muzikant, drummer en componist en het enige consistente lid van zowel het progressieve rock-duo Ruins als van de band Koenji Hyakkei. Hij is tevens lid van de progressieve rock-trio's Korekyojinn en Daimonji. Buiten zijn eigen groepen is Yoshida bekend als drummer in de progressieve groepen YBO2 en Zeni Geva, twee bands waar ook gitarist KK Null in speelt. Hij is beschreven als "[de] onbetwistbare meesterdrummer van de Japanse underground".
Naast zijn bijdragen aan verschillende bands, heeft hij ook diverse solo-albums uitgebracht.

## Discografie
- Solo Works '88 (1988)
- Solo Works '89 (1989)
- Magaibutsu '91 (1991)
- Drums, Voices, Keyboards & Guitar (1994)
- Pianoworks '94 (1994)
- First Meeting (1995)
- A Million Years (1997)
- A Is for Accident (1997)

Met Ruins
- Ruins III (1988) (heruitgegeven als Infect in 1993)
- Stonehenge (1990)
- Burning Stone (1992)
- Graviyaunosch (1993)
- Hyderomastgroningem (1995)
- Refusal Fossil (1997/2007)
- Vrresto (1998)
- Symphonica (1998)
- Pallaschtom (2000)
- Tzomborgha (2002)
- Alone (2011)

Met Kōenji Hyakkei
- Hundred Sights of Koenji (高円寺百景) (1994, remastered en heruitgegeven in 2008)
- Viva Koenji! (弐(II)) (1997)
- Nivraym (2001, remastered en heruitgegeven in 2009)
- Angherr Shisspa (2005)
- Dhorimviskha (2018)

Met Painkiller
- The Prophecy: Live in Europe (Tzadik, 2013)

- Bibliothèque nationale de France: cb14240791z (data)
- Gemeinsame Normdatei: 134783905
- International Standard Name Identifier: 0000 0000 5725 5494
- Library of Congress Control Number: n2023071808
- MusicBrainz: 7a82840d-beb5-4819-aed3-6b732332b461
- Virtual International Authority File: 79778768
- WorldCat: E39PBJpj8Q9C9yBgm9HHgFFHYP